# Eretris ochrea
Eretris ochrea är en fjärilsart som beskrevs av Otto Thieme 1905. Eretris ochrea ingår i släktet Eretris och familjen praktfjärilar. Inga underarter finns listade i Catalogue of Life.